# Museu Etnològic de Formentera
El Museu Etnològic de Formentera, inaugurat el 1993, és el lloc on es guarden i s'exposen objectes pertanyents al món de l'art, de la ciència o de la tècnica de Formentera. Es troba al carrer de Jaume I de Sant Francesc de Formentera.
El museu exposa una sèrie d'elements i utensilis del poble i de la cultura de Formentera, a la vegada que intenta donar una visió prou representativa de diversos factors com la tecnologia, els mètodes econòmics, les institucions socials i polítiques, les creences religioses, les creacions artístiques i el folklore com a parts del sistema adoptat per un poble com a resposta al seu ambient històric i natural.